# Сражение при Уаксхавсе
Сражение при Уаксхавсе (англ. Battle of Waxhaws, также Уаксхавская резня или Истребление отряда Бьюфорда) — одно из сражений войны за независимость США, которое произошло 29 мая 1780 года около городка Ланкастер в Южной Каролине.

## Описание
В тот день отряд лоялистов под командованием Банастра Тарлетона встретился с отрядом Эбрахама Бьюфорда. Тарлетон потребовал капитуляции, но Бьюфорд отказался. Однако, когда лоялисты атаковали противника, те бросили оружие и сдались. При попытке переговоров о сдаче был ранен Тарлетон, из-за чего лоялисты начали убивать американцев, даже тех, кто не оказывал сопротивления, а Тарлетон не имел возможности остановить их. Из 400 человек американского отряда 113 были убиты, 150 тяжело ранены, а 53 человека попало в плен. После этого сражения возникло словосочетание «Пощада Тарлетона», означающее отказ брать пленных. Это также привело к тому, что в последующих сражениях в Южной Каролине воюющие стороны практически перестали брать пленных. Рассказы о сражении стали инструментом антибританской пропаганды, которая помогла привлечь в армию рекрутов и усилила антибританские настроения в обществе.

### Статьи
- J. Tracy Power. "The Virtue of Humanity Was Totally Forgot": Buford's Massacre, May 29, 1780 (англ.) // The South Carolina Historical Magazine. — South Carolina Historical Society, 1992. — Vol. 93, iss. 1. — P. 5—14.